# Dascillus serraticornis
Dascillus serraticornis is een keversoort uit de familie withaarkevers (Dascillidae). De wetenschappelijke naam van de soort is voor het eerst geldig gepubliceerd in 1929 door Carter.